# دن ایلز (دوچرخه‌سوار)
دن ایلز (انگلیسی: Dan Ellis؛ زادهٔ ۷ اکتبر ۱۹۸۸) دوچرخه‌سوار اهل استرالیا است.
وی در مسابقات کشوری و بین‌المللی در مجموع برندهٔ ۱ مدال برنز شده‌است.